# Rosa 'Tea Clipper'
'Tea Clipper' ('AUSrover' es el nombre del obtentor registrado), es un cultivar de rosa que fue conseguido en Reino Unido en 2006 por el rosalista británico David Austin.

## Descripción
'Tea Clipper' es una rosa moderna cultivar del grupo «English Rose Collection».
El cultivar procede del cruce de planta de semillero x planta de semillero.
Las formas arbustivas del cultivar tienen porte erguido que alcanza más de 75 a 185 cm de alto con 60 a 105 cm de ancho. Las hojas son de color verde oscuro mate de tamaño medio, follaje coriáceo.
Sus delicadas flores de color albaricoque o mezcla de albaricoques. Fragancia fuerte. El diámetro medio de 3,5". Flores grandes, muy completas (41 + pétalos), en pequeños grupos, en forma de copa, en cuartos, rosetón. Forma de la flor pasada de moda.
Florece de una forma prolífica, floración en oleadas a lo largo de la temporada.

## Origen
El cultivar fue desarrollado en Reino Unido por el prolífico rosalista británico David Austin en 2006. 'Tea Clipper' es una rosa híbrida con ascendentes parentales de cruce de planta de semillero x planta de semillero.
El obtentor fue registrado bajo el nombre cultivar de 'AUSrover' por David Austin en 2006 y se le dio el nombre comercial de exhibición 'Tea Clipper'™.
También se le reconoce por el sinónimo de 'AUSrover'.
- La rosa que fue obtenida antes de 1998 fue introducida en el Reino Unido por David Austin Roses Limited (UK) en 2006 como 'Tea Clipper'.[1]
- La rosa 'Tea Clipper' fue introducida en Estados Unidos con la patente "United States - Patent No: PP 18,699/Application No: 11/635,306  on  6 Dec 2006".[1]
- La rosa 'Tea Clipper' fue introducida en Australia con la patente "Australia - Application No: 2008/098  on  2008".[1]
- La rosa 'Tea Clipper' fue introducida en Nueva Zelanda con la patente "New Zealand - Patent No: 2910  on  2 Jun 2010/Application No: ROS946".[1]

## Cultivo
Aunque las plantas están generalmente libres de enfermedades, es posible que sufran de punto negro en climas más húmedos o en situaciones donde la circulación de aire es limitada. Se desarrollan mejor a pleno sol. En América del Norte son capaces de ser cultivadas en USDA Hardiness Zones 6b a 9b. La resistencia y la popularidad de la variedad han visto generalizado su uso en cultivos en todo el mundo.
Puede ser utilizado para las flores cortadas, jardín o portador guía. Vigorosa. En la poda de primavera es conveniente retirar las cañas viejas y madera muerta o enferma y recortar cañas que se cruzan. En climas más cálidos, recortar las cañas que quedan en alrededor de un tercio. En las zonas más frías, probablemente hay que podar un poco más que eso. Requiere protección contra la congelación de las heladas invernales.

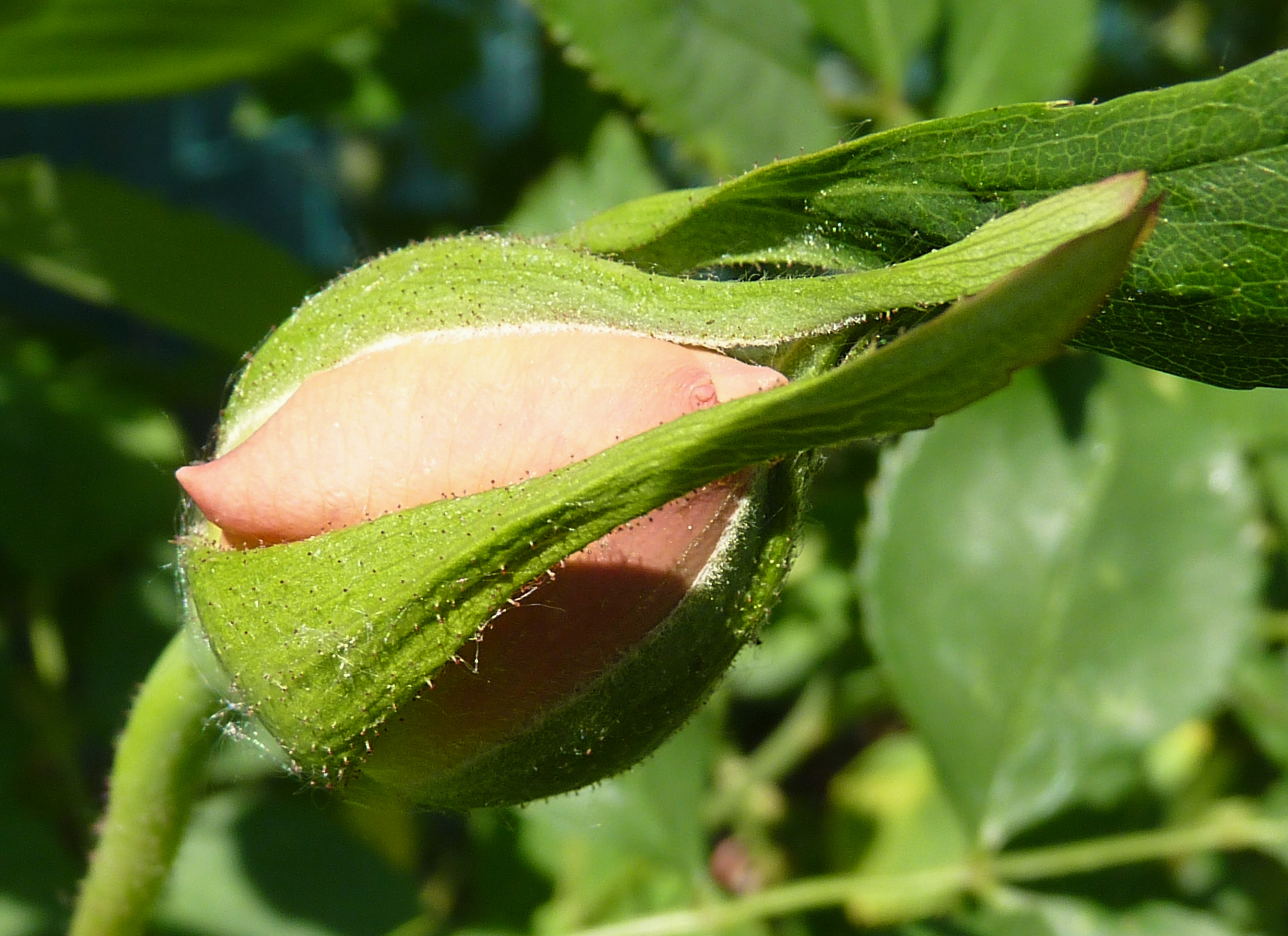
Capullo de la Rosa 'Tea Clipper'
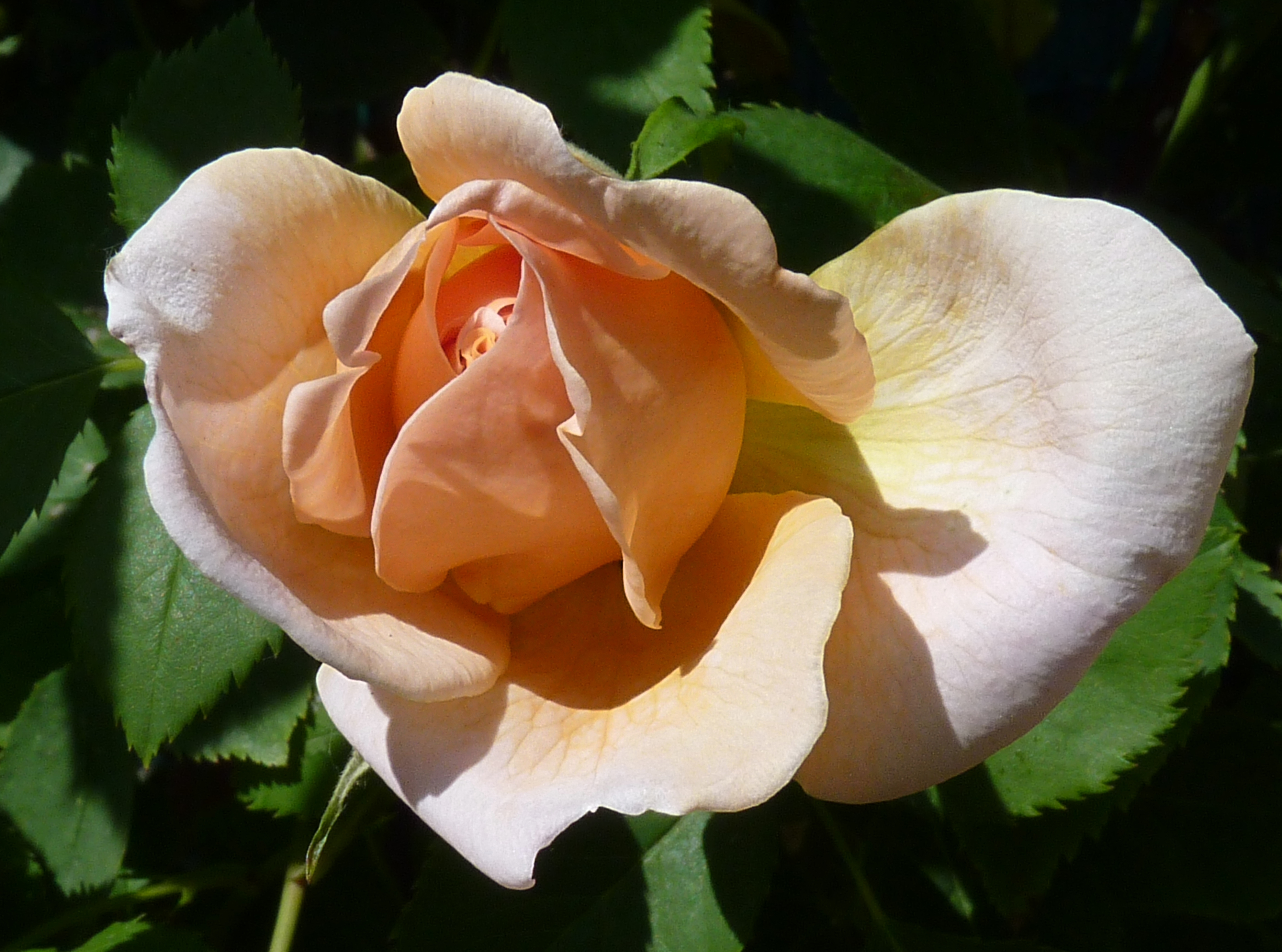
Rosa 'Tea Clipper'
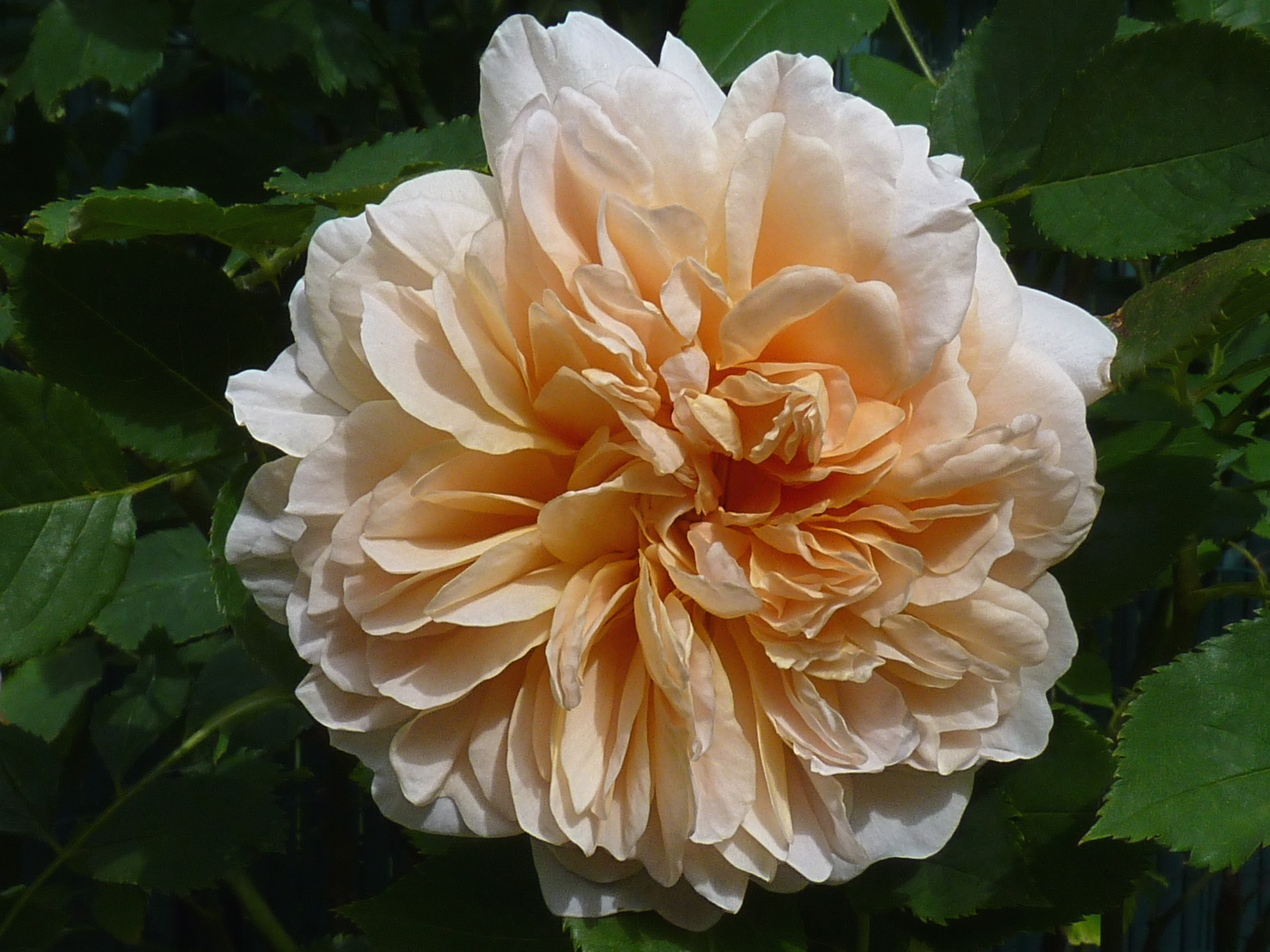
Rosa 'Tea Clipper'